# 33903 Youssefmoulane
33903 Youssefmoulane este o planetă minoră (asteroid), cu un diametru de 18,302 km, din centura de asteroizi. A fost descoperită pe 30 mai 2000 la Stația Anderson Mesa de Lowell Observatory Near-Earth-Object Search. 
Obiectul prezintă o orbită caracterizată de o semiaxă mare de 2,7603045 UAi, o excentricitate de 0,31, o înclinație de 15,44444 ° în raport cu ecliptica.